# Presidente della Commissione europea
Il presidente della Commissione europea è la persona che presiede e guida l'organo esecutivo europeo, vertice governativo dell'Unione europea. Insieme al presidente del Consiglio europeo, rappresenta l'Unione europea nelle relazioni internazionali.
La popolare tedesca Ursula von der Leyen ha assunto questa carica il 1º dicembre 2019 venendo riconfermata il 18 luglio 2024.

## Storia

### Comunità Economica Europea

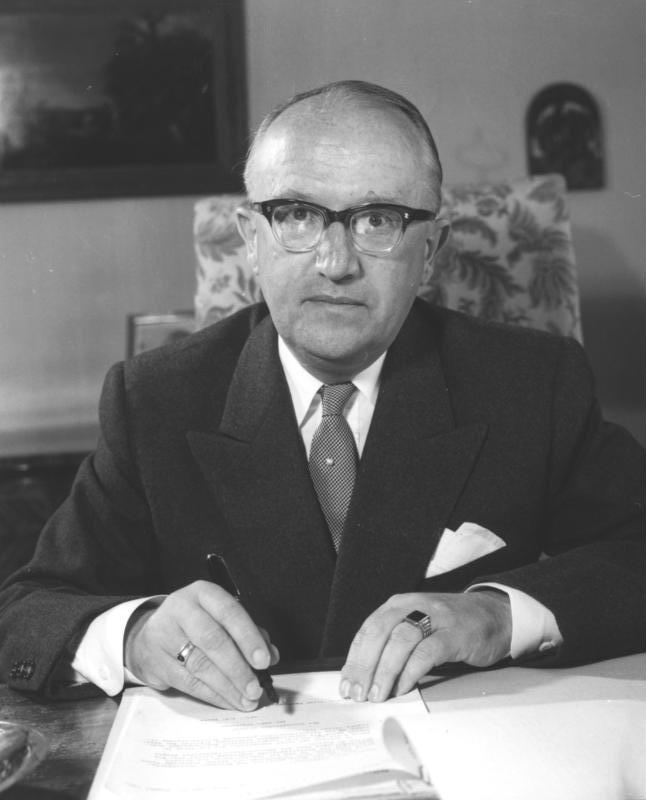
Walter Hallstein, il primo presidente della Commissione

La Commissione europea trae la sua origine dalla Commissione della Comunità economica europea creata nel 1957 dai Trattati di Roma. Il primo presidente della Commissione fu Walter Hallstein, che si impegnò per affermare l'autorità della Commissione e la sua autonomia dagli stati membri.
Nel 1965 Hallstein propose di riformare la politica agricola comune in modo da rafforzare l'influenza della Commissione e del Parlamento europeo, ma la Francia si oppose. Charles de Gaulle accusò Hallstein di volersi comportare come un capo di Stato e ritirò la delegazione francese dal Consiglio, provocando la "crisi della sedia vuota". Nonostante il bilancio sostanzialmente positivo dei suoi due mandati, Hallstein fu vittima della crisi e il suo mandato non venne rinnovato.
Negli anni Settanta la Commissione e i suoi presidenti furono protagonisti in vari progetti di integrazione, come quello di unione monetaria e quello di cooperazione politica. Nel 1977 Roy Jenkins fu il primo presidente della Commissione a partecipare a un vertice del G7 in rappresentanza dell'intera CEE.
Nonostante alcuni successi, gli anni Settanta videro tuttavia un raffreddamento dell'entusiasmo per il progetto europeo. La concezione intergovernativa della CEE venne rafforzata dall'istituzionalizzazione del Consiglio europeo e dalla difficoltà di alcuni presidenti della Commissione (come in particolare Gaston Thorn) di esercitare una grande influenza.
Benché nel 1985 il favorito per la presidenza della Commissione fosse Claude Cheysson, il veto britannico portò alla nomina di Jacques Delors. Delors svolse tre mandati come presidente ed è ricordato come uno dei più incisivi e carismatici presidenti nella storia dell'istituzione, capace di fare riconquistare prestigio, centralità e potere alla Commissione europea. Anche grazie all'appoggio che ottenne dal Parlamento europeo e dal Consiglio, Delors seppe risvegliare l'entusiasmo per il progetto europeo e gestì passaggi cruciali dell'integrazione, a partire dall'Atto unico europeo e dalla creazione del mercato unico ai negoziati per la creazione dell'Unione europea e dell'unione economica e monetaria. Oltre a rafforzare la Commissione, Delors portò all'affermazione di un nuovo stile della presidenza della Commissione, abbandonando il modello di presidente come "primus inter pares" e affermando un modello di presidente come leader indiscusso della Commissione e dell'Unione europea.

### Unione europea

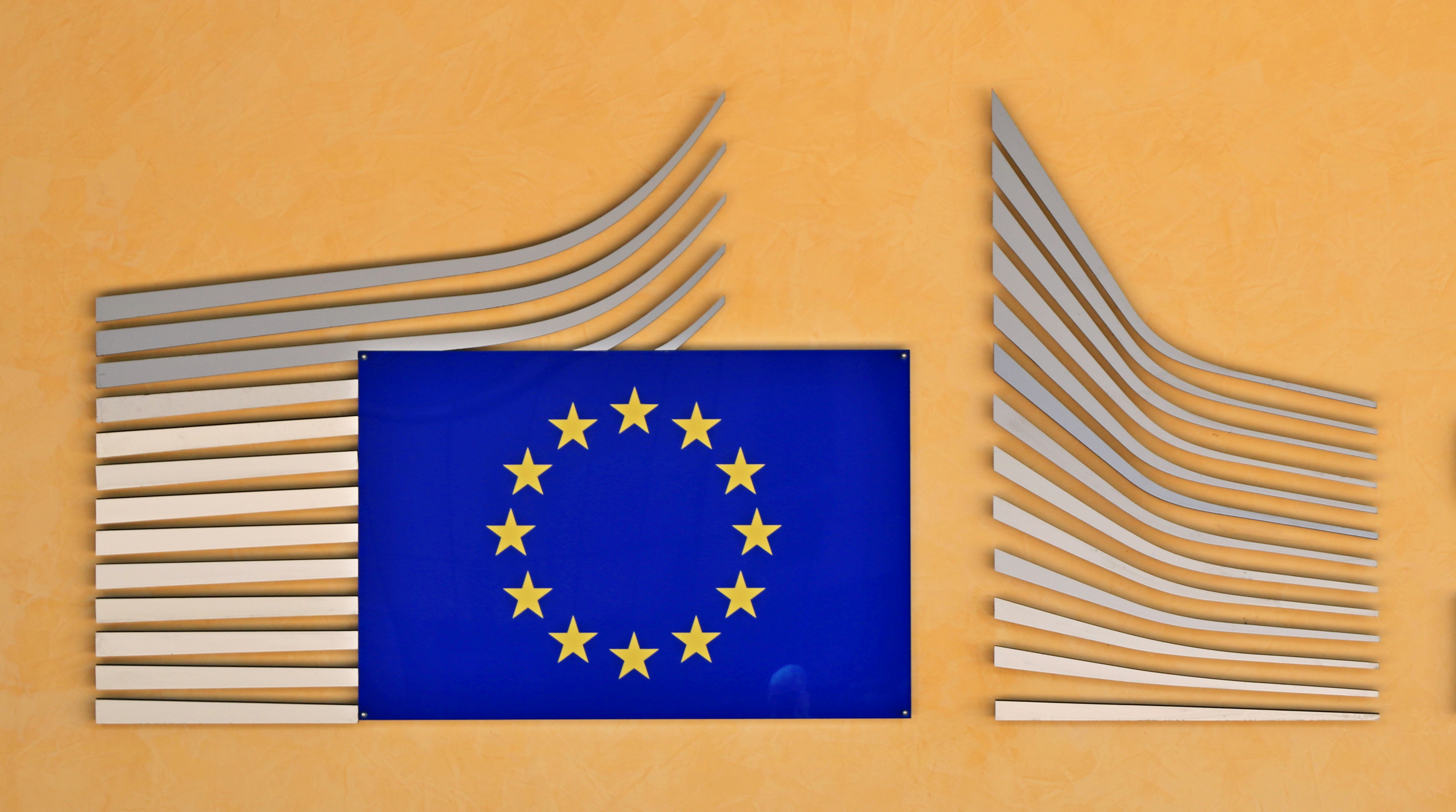
Logo della Commissione europea all'ingresso del Berlaymont (evocazione stilizzata dell'edificio).

Il Trattato di Maastricht assegnò per la prima volta un ruolo al Parlamento europeo nel processo di nomina del presidente della Commissione e dell'intera Commissione: il Parlamento doveva essere consultato sulla nomina del presidente e poteva porre il veto sull'intera Commissione. Nella prassi il Parlamento affermò il proprio diritto di porre il veto anche sulla nomina del presidente. Il Trattato di Maastricht stabilì inoltre che il mandato quinquennale della Commissione dovesse cominciare entro sei mesi dallo svolgimento delle elezioni europee, legando così il mandato della Commissione con quello del Parlamento.
Nonostante le modifiche introdotte dal Trattato di Maastricht, la scelta del presidente continuò sostanzialmente a derivare da negoziati e discussioni del Consiglio europeo svolti a porte chiuse e senza un dibattito aperto. Nel 1995 tale pratica venne aspramente criticata da vari gruppi nel Parlamento europeo, ma anche le nomine del 1999 e del 2004 vennero effettuate in maniera simile.
Il Trattato di Amsterdam, in vigore dal maggio 1999, diede nuovi poteri al presidente della Commissione, come quello di assegnare liberamente i portafogli ai commissari e di potere costringere i commissari alle dimissioni. Romano Prodi, primo presidente della Commissione nominato dopo tali modifiche, venne indicato dalla stampa come primo "primo ministro" dell'Unione europea.
Nel 2001 il Trattato di Nizza modificò le modalità di nomina del presidente della Commissione, rimuovendo la richiesta di unanimità per il voto del Consiglio europeo e richiedendo solo una maggioranza qualificata. In questo modo venne accentuato il profilo politico del presidente della Commissione, che poteva esprimere gli indirizzi di una maggioranza.
Nel 2004 il Consiglio europeo tenne presente la vittoria del Partito Popolare Europeo alle elezioni per il Parlamento europeo, legando per la prima volta in maniera chiara risultati delle elezioni europee e appartenenza politica del presidente della Commissione. In precedenza la scelta del presidente tendeva soprattutto a rispecchiare un'alternanza tra stati grandi e stati piccoli e tra destra e sinistra, e anche Jacques Santer e Romano Prodi appartenevano a partiti europei che erano minoritari all'interno del Parlamento europeo. La scelta di chi, all'interno del PPE, designare come presidente venne effettuata dal Consiglio, anche se nel 2004 per la prima volta un partito europeo aveva indicato in campagna elettorale chi era il suo candidato per la presidenza della Commissione (il Partito Verde Europeo aveva candidato Daniel Cohn-Bendit).
Nel 2009 il Trattato di Lisbona ha reso obbligatoria per il Consiglio europeo la presa in conto del risultato delle elezioni europee per la nomina del presidente della Commissione. Nel 2009 per la prima volta uno dei due maggiori partiti europei (PPE e PSE) indicò esplicitamente in campagna elettorale un singolo candidato per la carica: il PPE candidò José Barroso per un secondo mandato, e dopo la sua vittoria elettorale il Consiglio europeo affidò effettivamente il reincarico a Barroso. Dal 2009 inoltre il Parlamento europeo "elegge", e non semplicemente approva, il presidente designato.

## Descrizione

### Nomina e mandato
La procedura di nomina del presidente della Commissione europea è indicata dall'art. 17 del Trattato sull'Unione europea.
Il presidente della Commissione europea viene designato a maggioranza qualificata dal Consiglio europeo, che deve tenere conto del risultato delle elezioni del Parlamento europeo. Il presidente appartiene al partito europeo che ha vinto le elezioni, ma finora sono stati pochi i casi in cui i vari partiti europei hanno indicato durante la campagna elettorale chi era il loro candidato per la presidenza della Commissione. Il Consiglio dispone dunque di margini piuttosto significativi per la scelta del presidente, ma i negoziati al riguardo si svolgono con un livello di trasparenza generalmente piuttosto basso.
Nelle elezioni europee del 2014 i maggiori partiti hanno designato un candidato al ruolo di presidente ("Spitzenkandidat"). I candidati sono Jean-Claude Juncker per il Partito Popolare Europeo, Martin Schulz per il Partito del Socialismo Europeo, Guy Verhofstadt per il Partito dell'Alleanza dei Liberali e dei Democratici per l'Europa, Ska Keller per il Partito Verde Europeo e Alexis Tsipras per il Partito della Sinistra Europea. In questo caso il Consiglio europeo si allineò al volere popolare e designò Junker alla presidenza della Commissione.
Anche nelle elezioni europee del 2019 i partiti hanno designato un candidato al ruolo di presidente: Manfred Weber per il PPE, Frans Timmermans per il Partito del Socialismo Europeo, Ska Keller e Bas Eickhout per il Partito Verde Europeo, Jan Zahradil per l'Alleanza dei Conservatori e dei Riformisti Europei, Violeta Tomič e Nico Cué per la Sinistra Unitaria Europea, mentre il Partito dell'Alleanza dei Liberali e dei Democratici per l'Europa ha designato una rosa di nomi (nota come "TeamEurope") scegliendo Guy Verhofstadt, Emma Bonino, Nicola Beer, Violeta Bulc, Katalina Cseh, Luis Garicano e Margrethe Vestager. In questo caso, però, il Consiglio europeo ha interrotto questa prassi, designando Ursula von der Leyen invece di Manfred Weber, "Spitzenkandidat" del partito maggioritario.
Spesso il presidente proviene da una significativa esperienza politica a livello nazionale (ad esempio è stato a capo del governo del suo Paese). Criteri che vengono presi in considerazione per l'individuazione del presidente designato sono la regione d'Europa da cui proviene, la dimensione del suo stato di origine, la sua abilità e la sua esperienza politica, la sua conoscenza delle lingue straniere.
La designazione fatta dal Consiglio viene sottoposta al voto del Parlamento europeo, che elegge o respinge il presidente della Commissione. Dopo essere stato eletto, il presidente assegna i portafogli ai commissari indicati dagli stati membri e successivamente l'intera Commissione si sottopone al voto di approvazione del Parlamento. Anche il Consiglio europeo approva l'intera Commissione a maggioranza qualificata.
La Commissione europea e il suo presidente assumono il mandato entro sei mesi dopo le elezioni del Parlamento europeo, e come il Parlamento restano in carica cinque anni.
Il Parlamento europeo può costringere alle dimissioni il presidente e la sua Commissione con un voto di censura. Finora nessun presidente della Commissione è stato rimosso, tuttavia nel 1999 la minaccia di farlo esercitata dal Parlamento indusse Jacques Santer e la sua Commissione a dimettersi.

### Poteri e funzioni
I poteri e le funzioni del presidente della Commissione europea sono indicate dall'articolo 17, comma 6 del Trattato sull'Unione europea:
1. definisce gli orientamenti nel cui quadro la Commissione esercita i suoi compiti;
2. decide l'organizzazione interna della Commissione per assicurare la coerenza, l'efficacia e la collegialità della sua azione;
3. nomina i vicepresidenti, fatta eccezione per l'alto rappresentante dell'Unione per gli affari esteri e la politica di sicurezza, tra i membri della Commissione.

Un membro della Commissione rassegna le dimissioni se il presidente glielo chiede.»
Il presidente della Commissione ha una posizione di supremazia all'interno dell'istituzione, dato che la Commissione agisce nel quadro degli orientamenti del suo presidente ed è lui a controllarne l'agenda politica. Per questa ragione e per i poteri della Commissione, il presidente della Commissione è in assoluto una delle personalità più influenti e potenti all'interno dell'Unione europea.
Oltre a orientare l'azione della Commissione, il presidente dispone di ampi poteri per la ripartizione delle competenze e l'assegnazione dei portafogli ai vari commissari e può costringere singoli commissari alle dimissioni. Il presidente convoca e presiede le riunioni della Commissione e del suo gabinetto e le riunioni di tutti i capi di gabinetto dei commissari.
Dal presidente della Commissione dipendono il Segretariato generale della Commissione e il Servizio giuridico. Egli è inoltre il punto di riferimento finale di tutto il personale della Commissione europea.
Il presidente rappresenta la Commissione e in tale veste partecipa alle riunioni del Consiglio europeo e ai principali dibattiti del Parlamento europeo e del Consiglio dei ministri dell’Unione europea. Il presidente talvolta rappresenta l'Unione europea anche nelle sue relazioni esterne, sebbene tale funzione sia svolta anche dal presidente del Consiglio europeo e dall'alto rappresentante dell'Unione per gli affari esteri e la politica di sicurezza.

### Rapporto con il presidente del Consiglio europeo
La delimitazione un po' vaga delle competenze e delle funzioni del presidente della Commissione rispetto a quelle assegnate al presidente del Consiglio europeo a seguito del Trattato di Lisbona ha fatto sì che alcuni segnalassero il rischio di tensioni tra le due cariche e la possibilità che si verifichi una situazione di "coabitazione" e di scontro istituzionale.
Vi è stato chi ha ipotizzato di assegnare alla stessa persona i due incarichi, in modo da risolvere il problema del loro rapporto reciproco e di dotare l'Unione europea di un leader forte e riconosciuto. Tuttavia, alcuni stati membri probabilmente si opporrebbero a tale concessione del doppio incarico a una singola persona.

## L'attuale presidente
L'attuale presidente è la tedesca Ursula von der Leyen, in carica dal 1º dicembre 2019. È la quattordicesima presidente nella storia della Commissione, la prima donna a ricoprire tale incarico.
Von der Leyen è un'esponente dell'Unione Cristiano-Democratica di Germania, che è un partito di centro-destra appartenente al Partito Popolare Europeo. Dal 2005 al 2019 ha svolto diversi ruoli ministeriali nei governi presieduti dalla cancelliera Angela Merkel.
Il 2 luglio 2019 è stata designata dal Consiglio europeo alla carica di presidente della Commissione europea.
Il Parlamento europeo ha dato seguito a tale nomina il 16 luglio, eleggendola con 383 voti favorevoli, 327 contrari, 22 astensioni e una scheda nulla.
Dopo l'approvazione della sua commissione avvenuta il 27 novembre 2019, è entrata in carica il 1º dicembre 2019.
Il 18 luglio 2024 è stata riconfermata nell'incarico

## Elenco dei presidenti della Commissione europea
Legenda:   [     ] Popolari - [     ] Liberali - [     ] Socialisti
| Nº | Presidente             | Gruppo europeo     | Mandato                              | Nazionalità |
| -- | ---------------------- | ------------------ | ------------------------------------ | ----------- |
| 1  | Walter Hallstein       | Popolare           | 10 gennaio 1958 - 30 giugno 1967     | Germania    |
| 2  | Jean Rey               | Liberaldemocratico | 1º luglio 1967 - 1º luglio 1970      | Belgio      |
| 3  | Franco Maria Malfatti  | Popolare           | 2 luglio 1970 - 1º marzo 1972        | Italia      |
| 4  | Sicco Mansholt         | Socialista         | 22 marzo 1972 - 5 gennaio 1973       | Paesi Bassi |
| 5  | François-Xavier Ortoli | Nessuno            | 6 gennaio 1973 - 5 gennaio 1977      | Francia     |
| 6  | Roy Jenkins            | Socialista         | 6 gennaio 1977 - 19 gennaio 1981     | Regno Unito |
| 7  | Gaston Thorn           | Liberaldemocratico | 20 gennaio 1981 - 6 gennaio 1985     | Lussemburgo |
| 8  | Jacques Delors         | Socialista         | 7 gennaio 1985 - 24 gennaio 1995     | Francia     |
| 9  | Jacques Santer         | Popolare           | 25 gennaio 1995 - 15 marzo 1999      | Lussemburgo |
| 10 | Manuel Marín           | Socialista         | 15 marzo 1999 - 17 settembre 1999    | Spagna      |
| 11 | Romano Prodi           | Liberaldemocratico | 17 settembre 1999 - 22 novembre 2004 | Italia      |
| 12 | José Barroso           | Popolare           | 22 novembre 2004 - 1º novembre 2014  | Portogallo  |
| 13 | Jean-Claude Juncker    | Popolare           | 1º novembre 2014 - 1º dicembre 2019  | Lussemburgo |
| 14 | Ursula von der Leyen   | Popolare           | 1º dicembre 2019 - in carica         | Germania    |

## Emolumenti
Il presidente della Commissione europea riceve gli stessi emolumenti del presidente del Consiglio europeo, ossia uno stipendio base pari al 138% dello stipendio base ricevuto dai funzionari della Commissione di più alto grado (18.025,09€ al mese); lo stipendio base del presidente corrisponde attualmente a 24.874,62€ al mese.
Il presidente è assistito da uno staff di circa venti persone. Egli dispone di un'auto blu e di un assegno per la residenza, dato che si è scelto di non dotare tale carica di una residenza ufficiale.

## Spitzenkandidat(candidato di punta)
In tedesco Spitzenkandidaten significa letteralmente «candidati di punta» che i partiti selezionano come loro favoriti.
È una procedura grazie alla quale il favorito del partito di maggioranza all'interno del Parlamento Europeo viene scelto come presidente della Commissione. È tramite questa modalità che fu selezionato il presidente della Commissione Jean-Claude Juncker, indicato come candidato nel 2014 dal partito popolare (il partito di maggioranza).